# Ласло Балинт
Ласло Балинт (мађ. Bálint László; Будимпешта, 1. фебруар 1948) је бивши мађарски фудбалер, репрезентативац и требер. Играо је на позицији дефанзивног играча. После Другог светског рата био је први званично потписани мађарски фудбалер у иностранству, бивши савезни селектор фудбалске репрезентације Мађарске.

## Каријера

### Клуб
Фудбал је почео је да игра са једанаест година а први клуб му је био Ференцварош. Године 1967. са 18 година, дебитовао је у сениорском тиму свог матичног клуба. Са Ференцварошем је био двоструки шампион Мађарске а са Брижом једном белгијски шампион. Четвороструки је освајач Купа Мађарске. Са Ференцварошем је играо у финалима купа победника купова и купа сајамских градова. Поред ова два клуба играо је још за Тулуз и Гренобл.

### Репрезентација
Између 1972. и 1982. године за репрезентацију је наступио на 76 утакмица и постигао 4 гола. Био је члан тима који је освојио сребрну медаљу на Олимпијским играма у Минхену 1972. а учествовао је на УЕФА Евро 1972, Светском првенству 1978. и Светском првенству 1982. године.

## Достигнућа
Ференцварош
- Прва лига Мађарске у фудбалу: 
  - шампион: 1968, 1975/76.
- Куп Мађарске у фудбалу:
  - првак: 1971/72., 1973/74., 1975/76., 1977/78.
- Куп победника купова у фудбалу:
  - финалиста: 1974/75.[3],
- Куп сајамских градова:
  - финалиста: 1967/68.[4],
- Куп УЕФА:
  - полуфиналиста: 1971/72.[5],

Бриж
- Прва лига Белгије у фудбалу: 
  - шампион: 1979/80.
- Суперкуп Белгије у фудбалу: 
  - победник: 1979/80.

Тулуз
- Друга лига Француске у фудбалу: 
  - шампион: 1981/82.

- Мађарска:
  - Олимпијске игре:
  - финалиста: 1972.
  - Европско првенство у фудбалу:
  - четврто место: 1972.
  - Светско првенство у фудбалу-групна фаза (2): 1978, 1982